# 因島日立グラウンド
因島日立グラウンド（いんのしまひたちグラウンド）は、広島県尾道市因島土生町の因島公園にある野球場である。正式名称は「日立造船健康保険組合因島グラウンド」。

## 略歴
1960年代、因島の主力産業であった日立造船の社員が町内野球などをするために建設されたグラウンドである。
1969年3月13日には広島カープとロッテオリオンズによるオープン戦が開催されており、この際は観客が4200人押し寄せた。
1987年に日立造船が造船業から撤退した後も広島県立因島高等学校の野球部の練習場として使用されていた時期もあったが、1990年代後半に因島運動公園が設立以降、使用する頻度は減少し、現在は少年野球以外は殆ど使用されてない。
かつては島民から「阪神甲子園球場よりも大きい」と持てはやされたが、後に駐車場を設けた為両翼・中堅ともに狭くなっている。

## 構要
- 両翼:‐m
- 中堅:‐m
- 収容人数:‐人
- 照明設備:6基